# NGC 5985
NGC 5985 (другие обозначения — UGC 9969, MCG 10-22-30, ZWG 297.25, IRAS15385+5929, PGC 55725) — спиральная галактика с перемычкой (SBb) в созвездии Дракон.
Этот объект входит в число перечисленных в оригинальной редакции нового общего каталога.